# Венера (Інсарський район)
Вене́ра (рос. Венера, ерз. Венера) — селище у складі Інсарського району Мордовії, Росія. Входить до складу Нововерхіського сільського поселення.
Населення — 30 осіб (2010; 40 у 2002).
Національний склад станом на 2002 рік:
- мордва — 92 %